# Folículo ovariano
Os folículos ovarianos são a unidade básica do sistema reprodutor feminino. São agregações esféricas de células encontradas no ovário. O folículo ovariano consiste num oócito revestido que se desenvolve a partir das células epiteliais germinativas que revestem a superfície do ovário; quando rompe (processo ovulatório), libera o oócito na cavidade abdominal próximo à trompa uterina.

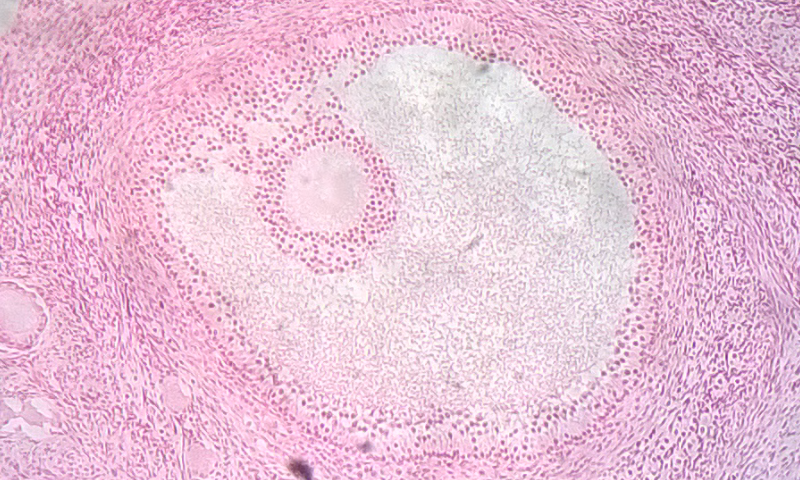
Folículo ovariano, coloração H&E